# Åbo Svenska Teater
För andra betydelser, se Svenska teatern.

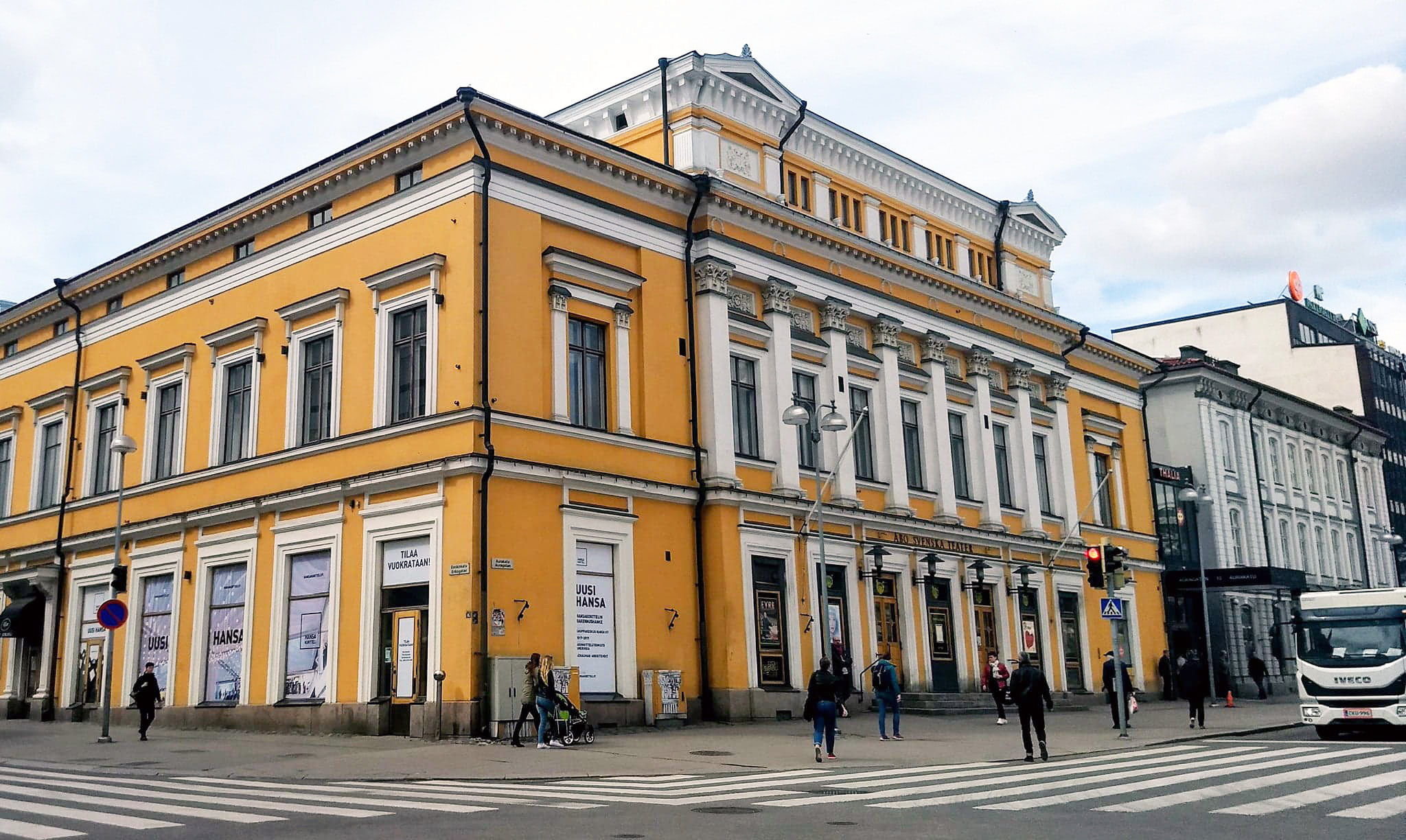
Åbo Svenska Teater ligger i Hansakvarteret vid Salutorget i Åbo, Finland. Byggnaden invigdes 1839. Arkitekter var Pehr Johan Gylich och Carl Ludvig Engel.

Åbo Svenska Teater (ÅST) är en finlandssvensk professionell institutionsteater i Åbo. Teaterhuset från 1839 är det äldsta i Finland.

## Historia

### Bakgrund
Åbos första teater, Bonuviers teater, förstördes i Åbo brand 1827 och det uppstod därför behov av ett nytt teaterhus. Bland andra Nils Henrik Pinello och Abraham Kingelin verkade för ett nytt tidsenligt teaterhus. Huset, som nuvarande Åbo Svenska Teater verkar i, togs i bruk 1839 och är det äldsta teaterhuset i Finland. Det ritades först av stadsarkitekten Pehr Johan Gylich, men den slutgiltiga formen gavs av Carl Ludvig Engel. Teatersalongen fick sitt nuvarande utseende på 1890-talet. Teatern har legat på sin nuvarande plats sedan år 1839.

### 1839-1872
Den första premiären i teaterhuset var pjäsen Gubben i Bergsbygden, som hade premiär 21 januari 1839, och som uppfördes av en lokal sångförening. Det första professionella teatersällskap som uppträdde på teatern torde ha varit Ulrik Torsslows trupp år 1839.

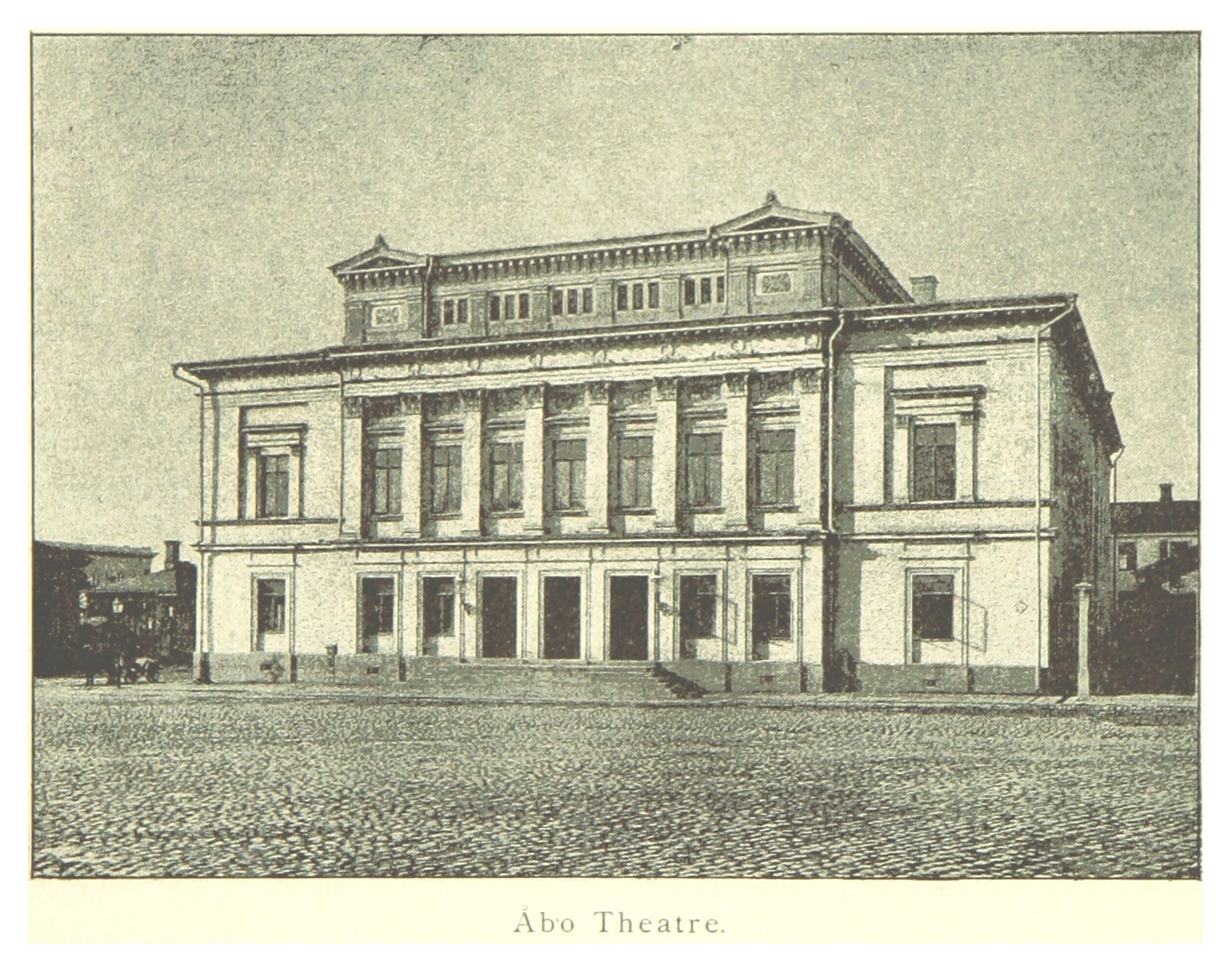
Åbo Svenska Teater 1894. Fotografi digitaliserat av British Library.
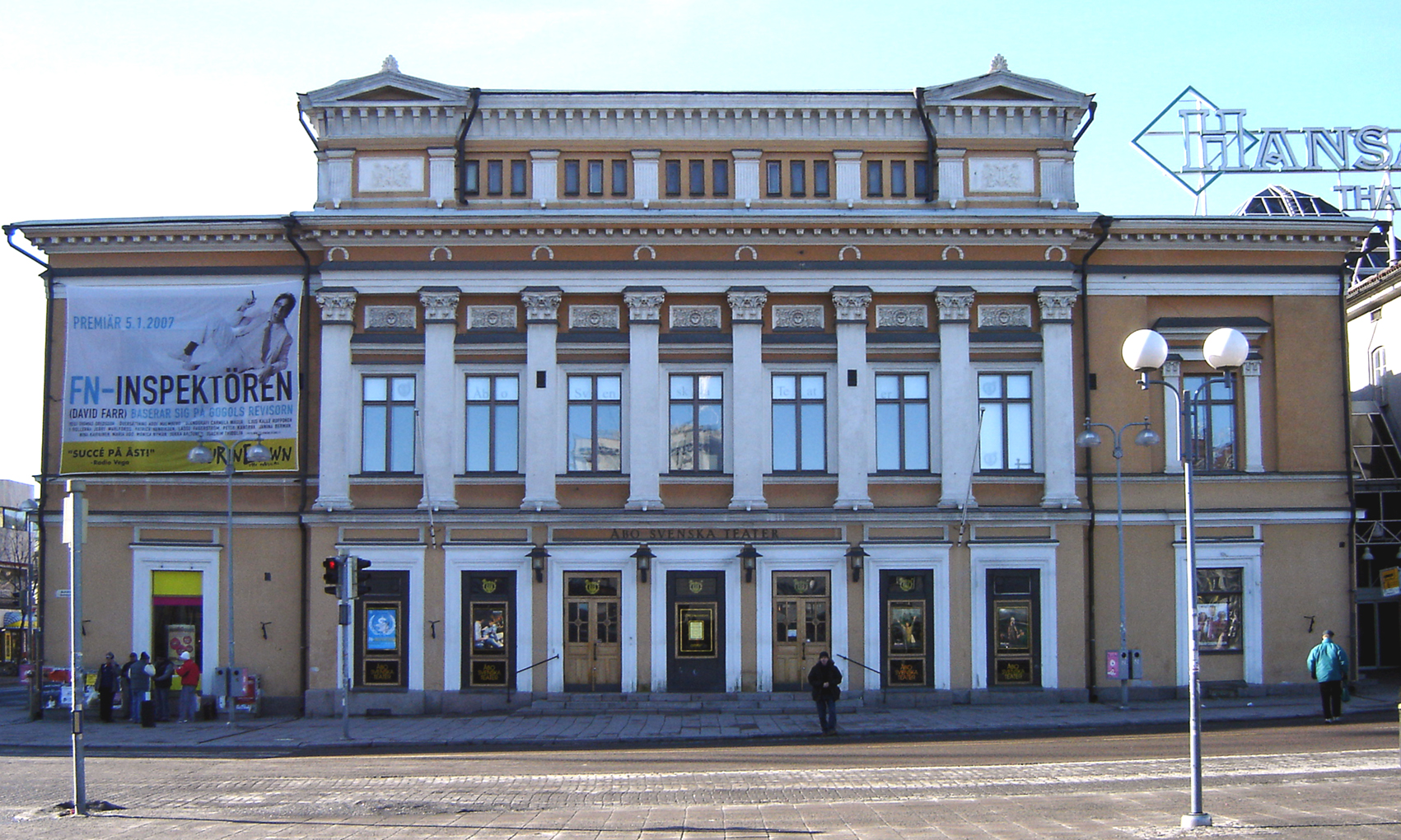
Åbo Svenska Teater är en del av shoppingcentret i Hansakvarteret, bilden visar fasaden mot Salutorget.
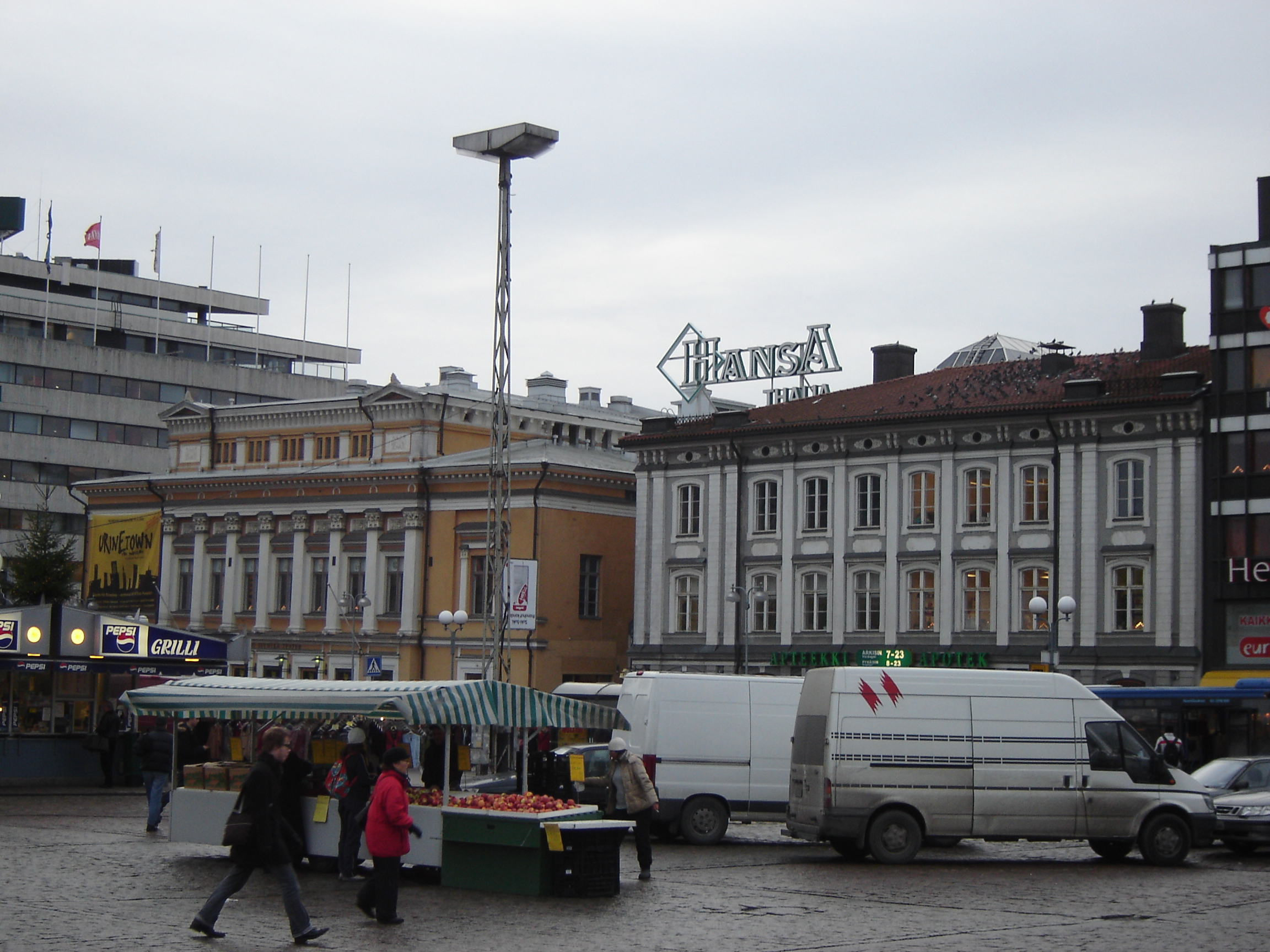
Åbo Svenska Teater ligger till vänster, en ingång till Hansakvarteret i mitten, Salutorget syns i förgrunden.
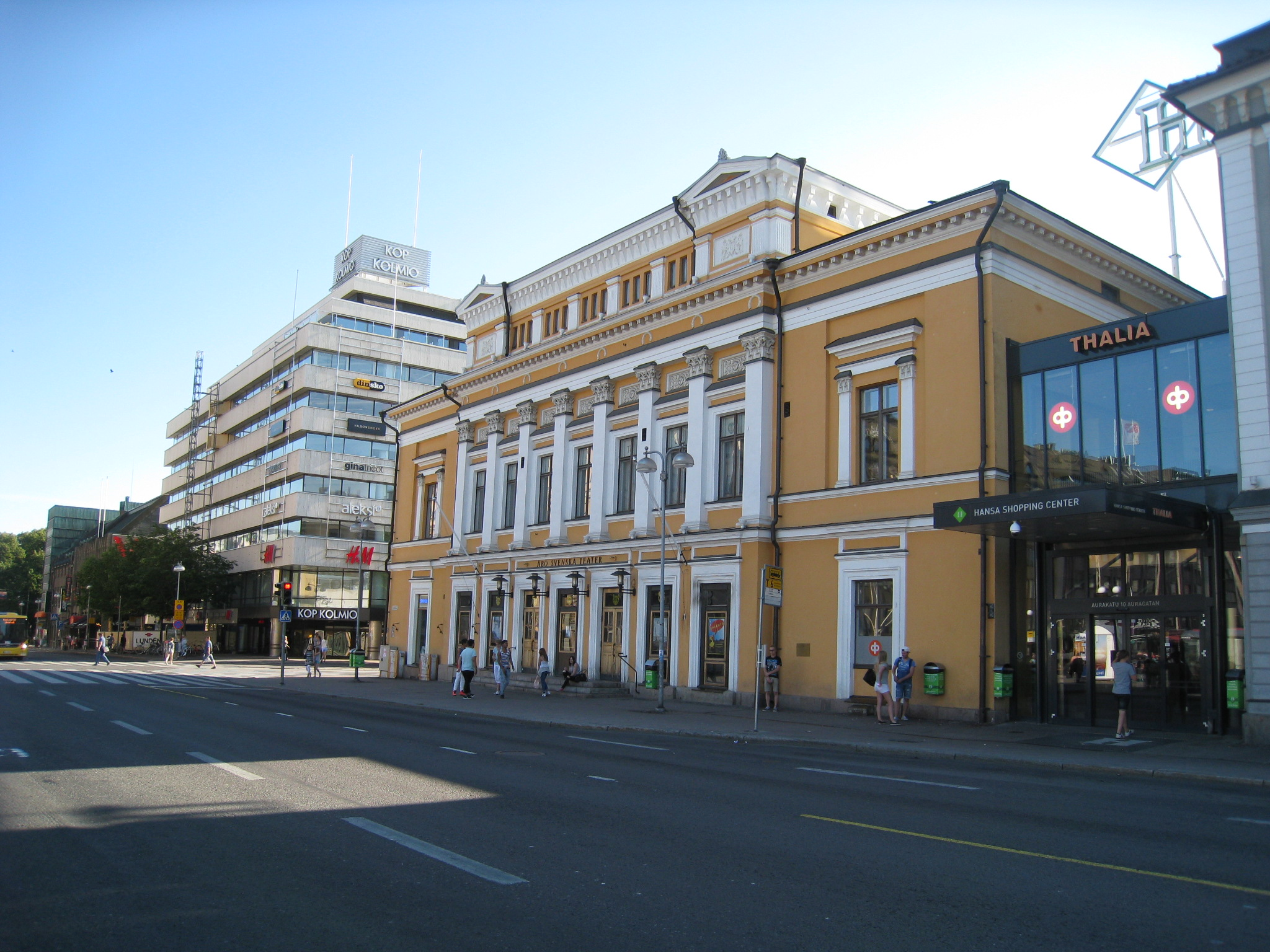
Åbo Svenska Teater i Hansakvarteret.

Huset användes även för annan underhållning, som konserter, och redan i december 1839 framträdde Betty Boije i en konsert där, som ofta felaktigt betecknats som teaterns första föreställning. Teatern kom ofta att besökas av turnerande artister, särskilt från Operan och Dramaten i Stockholm; redan 1840 framträdde där bland andra ballerinan Carolina Granberg och operasångerskan Anna Sofia Sevelin; samma år framträdde Johanna von Schoultz, och 1843 Jenny Lind.
Teatern hade länge ingen stående ensemble utan användes av kringresande teatersällskap, främst från Sverige. Bland dem fanns de trupper som leddes av Carl Wilhelm Westerlund, Carl Gustaf Hessler, I. P. Roos, Oscar Andersson, Wilhelm Åhman-Mauritz Pousette och Thérèse Elfforss; det mest kända bland dessa var möjligen Pierre Joseph Delands sällskap, som regelbundet besökte teatern i tjugo år från 1840 och tillmättes stor betydelse. Under åren 1850-53 hade teatern vad som kom närmast en stående personal, då Edvard Stjernströms sällskap, kallat "Finska sällskapet", hade teatermonopol i södra Finland och ensamrätt att använda teatrarna i Åbo och Helsingfors. 
Finlands första inhemska (svenskspråkiga) teatersällskap, lett av Frans Ferdinand Novander, uppträdde på teatern 1858, och från 1860-talet gjorde personalen från Svenska Teatern gästuppträdanden där.

### Stående ensemble
Den första föreställningen av en finskspråkig trupp gavs i Åbo teaterhus av August Westermarks teatersällskap år 1872 och den första från finska nationalteatern i Helsingfors gavs år 1874, men det dröjde fram till 1894 tills den första helt inhemska svenska teaterföreställningen ägde rum uppförd av Svenska inhemska teatern (SIT). Svenska inhemska teatern bytte 1919 namn till Åbo Svenska Teater.

## Verksamhet och organisation
Teaterverksamheten drivs av Åbo Svenska Teaterförening. Teatern har tre scener i teaterhuset, förutom huvudscenen (med plats för ca 350 människor i publiken) de nyare Studioscenen (plats för ca 100) och caféscenen Tiljan. Teatern har också status som regionteater och turnerar därigenom i Åboland, på Åland och i Västra Nyland. Teaterhuset ägs av ett bolag där Stiftelsen för Åbo Akademi innehar aktiemajoriteten. Teaterchef sedan 2023 är Kira-Emmi Pohtokari. Teatern har ungefär 30 fastanställda.